# Митральеза

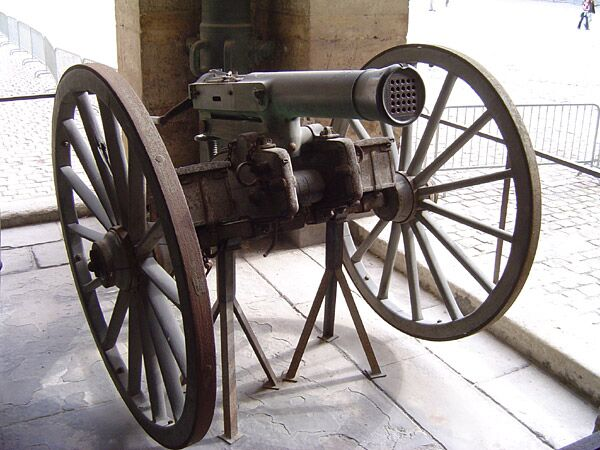
Митральеза системы Реффи, вид спереди.

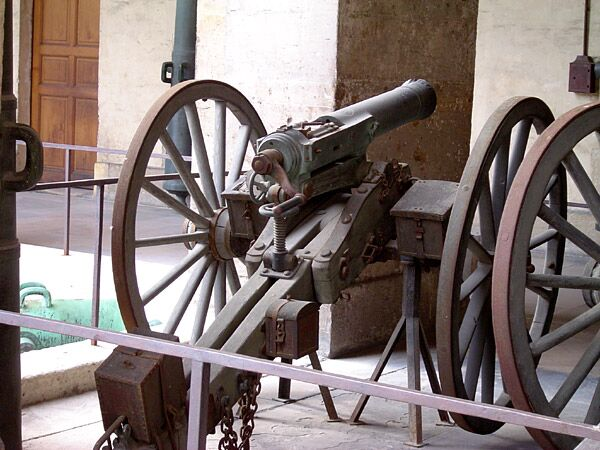
Митральеза системы Реффи, вид сзади

Митралье́за (фр. mitrailleuse, от фр. mitraille — картечь; в России картечница) — изначально, употреблявшееся во второй половине XIX века французское название скорострельного многоствольного артиллерийского орудия, которое вело залповый огонь патронами винтовочного калибра и имело полностью ручную перезарядку.
Это название отражало тактические, а не технические характеристики оружия, — оно должно было своим действием заменить стрельбу картечью из артиллерийских орудий, ставшую затруднительной после введения нарезных стволов, но само по себе вело огонь не картечью, а обычными пулями. Впоследствии во французском языке словом mitrailleuse стал называться (и поныне называется) пулемёт.
В английском языке этот термин утвердился лишь в своём изначальном значении, для обозначения ведущего огонь залпами многоствольного орудия винтовочного калибра.
В русском языке употреблялись как оригинальный термин «митральеза», так и его калька — картечница, изначально обозначавший то же самое артиллерийское орудие, но впоследствии также применявшийся и по отношению к ранним пулемётам. Так, именно «картечницей» (или, в официальных документах, «скорострельной пушкой») именовали орудие Гатлинга с механическим приводом. В 1880-е годы стал употребляться, поначалу для того же орудия Гатлинга, вновь изобретённые термин пулемёт (возможно под влиянием одного из французских названий митральезы — canon à balles, «пулевая пушка»). Появившийся тогда же пулемёт Максима, использовавший автоматику перезаряжания на основе отдачи ствола с коротким ходом, в свою очередь поначалу называли «автоматической картечницей» или «одноствольной автоматической митральезой».
Закрепившись за изобретённым Х. Максимом автоматическим оружием, термин «пулемёт» вытеснил старую терминологию по отношению к скорострельному оружию, но для образцов с механическим приводом часто сохраняют их историческое наименование.

## История

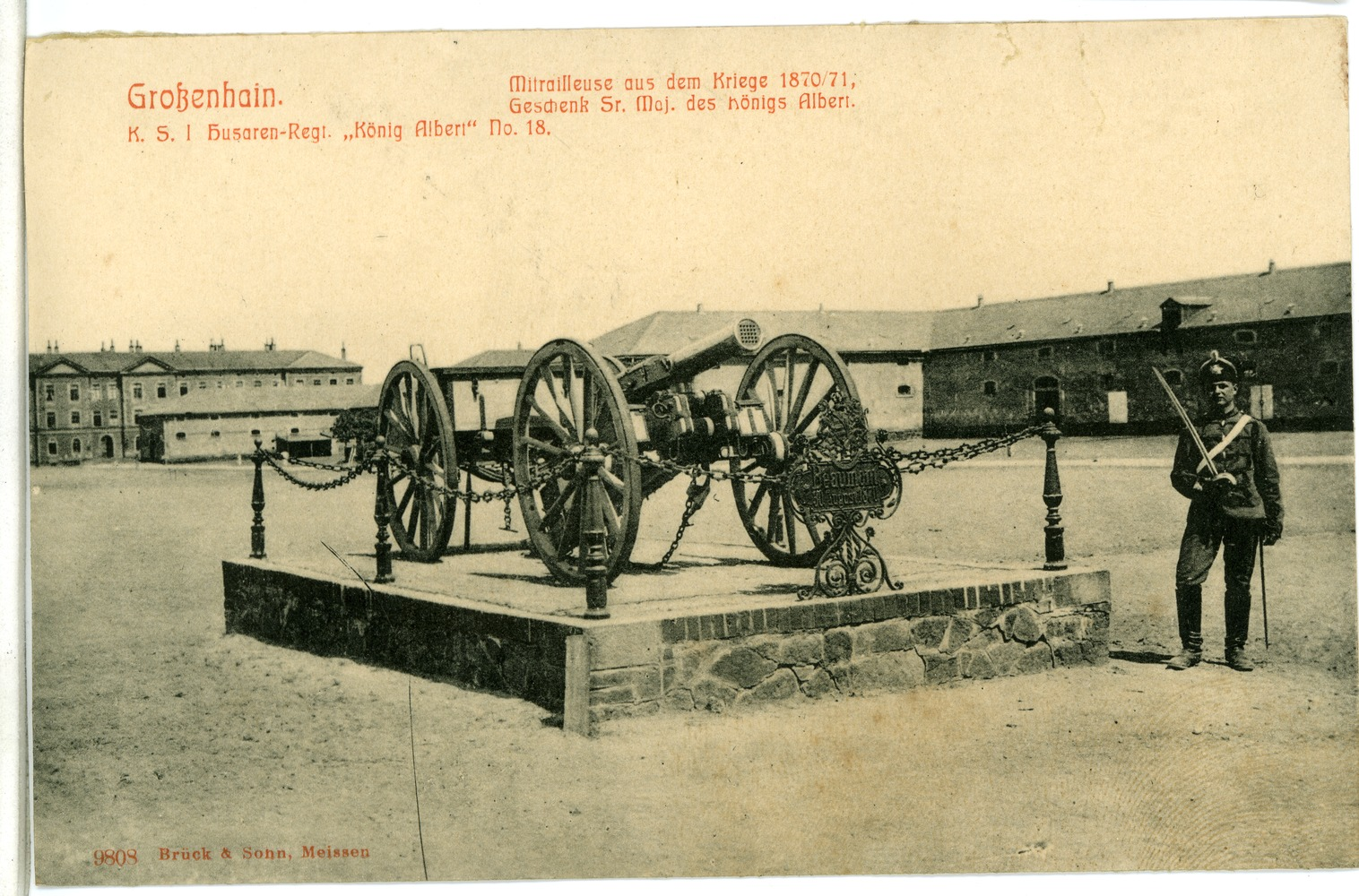
Французская митральеза Реффи, трофей франко-прусской войны в Гросенхайне (1908)

Малокалиберные многоствольные системы залпового огня — прообразы митральез — использовались уже в 1476 году в Пикардии генералом Коллеони. Однако вплоть до середины XIX века, то есть — до появления оружия, заряжающегося с казённой части при помощи унитарного патрона — такие системы были малоэффективны из-за длительного времени, необходимого на перезаряжание.
В 1846 году вышел трактат по артиллерии, где предлагалось закрепить на общей раме несколько малокалиберных ружейных стволов (6 — 24 штуки). Через несколько лет (1851 год), бельгийский капитан артиллерии Туссен Фафшампс создал многоствольное орудие, реализовавшее эту идею — митральезу. Используя дальнейшие разработки в области вооружения, бельгийский фабрикант Жозеф Монтиньи доработал образец митральезы Фафшампса и продемонстрировал его в 1859 году Наполеону III, после чего Франция приняла эту систему, названную митральезой Монтиньи на вооружение своей армии.
В то время эффективная дальность нарезных ружей, снаряжаемых пулей Минье, превысила эффективную дальность огня выстреливаемой из обычного артиллерийского орудия картечи. При этом потребность в огневом средстве, способном обеспечить массированный огонь по наступающим в плотном строю подразделениям пехоты и кавалерии сохранялась. Митральеза имела намного большую дальность ведения эффективного огня, а также более высокую скорострельность. Кроме того, картечь сильно изнашивала стволы современных нарезных орудий, вследствие чего по мере эволюции артиллерии выходила из употребления.

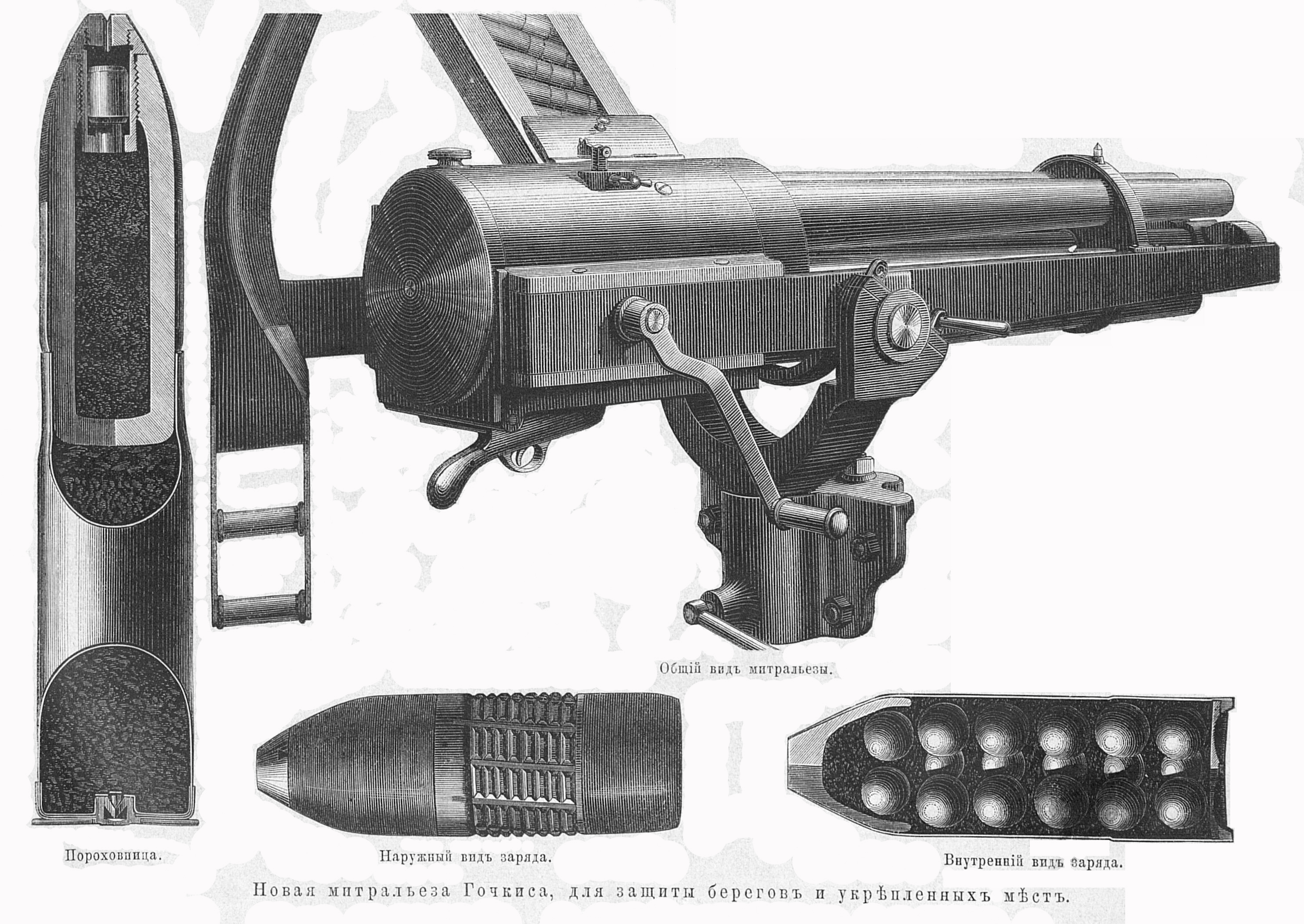
Устройство митральезы Гочкиса

Впервые на поле боя автоматическое оружие, подобное митральезе, было применено во время Гражданской войны в США. Это были пулемёт Эйгара, картечница Гатлинга и ещё несколько образцов подобных систем.
Во франко-прусской войне 1870—1871 годов применялось несколько образцов митральезы. Наиболее совершенной из них была митральеза системы французского конструктора Ж. Б. Вершера де Реффи, имевшая 25 неподвижных стволов 13-мм калибра и производившая до 200 выстрелов в минуту. Эта митральеза состояла на вооружении так называемых митральезных батарей (по 6 митральез в батарее). В эти же годы Бенджамин Гочкис сконструировал митральезу, которая имела пять стволов и могла стрелять со скоростью 80 снарядов в минуту на дистанцию свыше 1500 м.
Опыт войны, за редким исключением, не дал удачных случаев применения митральезы — отчасти вследствие того, что французы не разработали эффективную тактику их применения: они просто устанавливали батареи митральез в несколько рядов, не проводя никакой предварительной разведки местности и не выбирая особо опасные направления, где следовало ожидать массированные атаки неприятеля. Открытое расположение митральез (по аналогии с обычными пушками) делало их очень уязвимыми от ответного артиллерийского огня. В результате новый и потенциально перспективный вид оружия не сыграл какой-либо существенной роли.
Окончательно же «похоронило» митральезу в роли пехотного оружия введение шрапнельных снарядов к обычным артиллерийским орудиям, более эффективно решавших ту же самую задачу. Появившиеся намного позднее пулемёты, хотя поначалу и названные по инерции мышления «автоматическими картечницами», были уже по сути совершенно иным видом оружия, что стало особенно ясно после того, когда их стали монтировать не на облегчённых артиллерийских лафетах, а на более лёгких станках, или снабжать сошками.
Последняя известная модель митральезы, созданная в 1907 году британским майором Фицджеральдом, имела восемь стволов (в виде блока 2×4) и развивала скорострельность до 68 выстрелов (8 залпов) в минуту. Естественно, её характеристики не шли ни в какое сравнение с уже широко распространившимся в то время пулемётом Максима, имевшим скорострельность до 450 выстрелов в минуту, обслуживавшимся всего двумя бойцами и обладавшим существенно меньшей массой и большей манёвренностью. Ввиду этого после появления множества образцов  пулеметов картечницы были сняты с вооружения почти всех армий.

## Тактическая роль
С точки зрения развития военной техники, митральезы считаются предшественниками пулемётов, однако это является истиной лишь отчасти.
На деле митральезы рассматривались как разновидность артиллерии и действовали в составе артиллерийских подразделений, с использованием для них соответствующих тактических приёмов. По габаритам и массе они также близко соответствовали артиллерийским орудиям тех лет. При этом их дальнобойность была намного ниже, чем у полевой артиллерии: предельная дистанция стрельбы составляла порядка 3500 м, а реально митральезы использовались на расстоянии не более 2000 м, — но при этом, как правило, и не менее 1500 м, ввиду опасения поражения расчёта из стрелкового оружия на меньшей дистанции. На таком расстоянии наведение снабжённых примитивными прицельными приспособлениями митральез на цель было сопряжено с исключительно большими трудностями, что и обуславливало низкую эффективность, в сочетании с очень узким сектором обстрела, невозможностью быстрого перевода огня с цели на цель и длительной перезарядкой. Низкая мобильность, в свою очередь, делала использование митральез для непосредственной огневой поддержки пехоты — то есть в роли, позднее исполняемой пулемётом — малоперспективным.

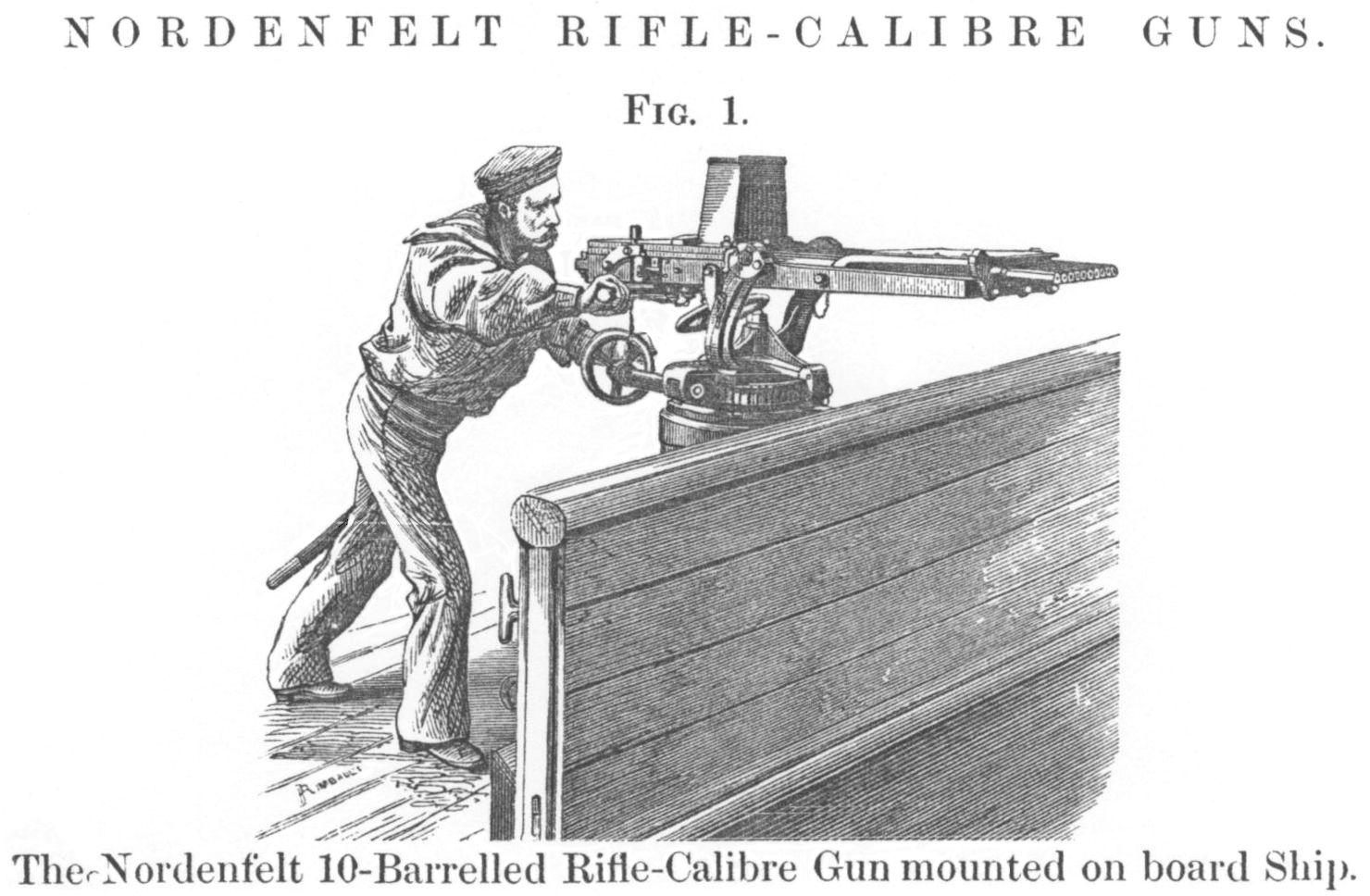
Десятиствольная картечница Норденфельда, установленная на корабле

Также митральезы крупного калибра (25…37 мм) были введены во флоте в качестве «противоминного» (предназначенного для отражения атак миноносцев) оружия, причём здесь они имели ощутимо больший успех, чем на суше. Но и флотские митральезы были позднее вытеснены шрапнелью (так называемыми «сегментными снарядами» к обычным морским орудиям).

## Конструкция

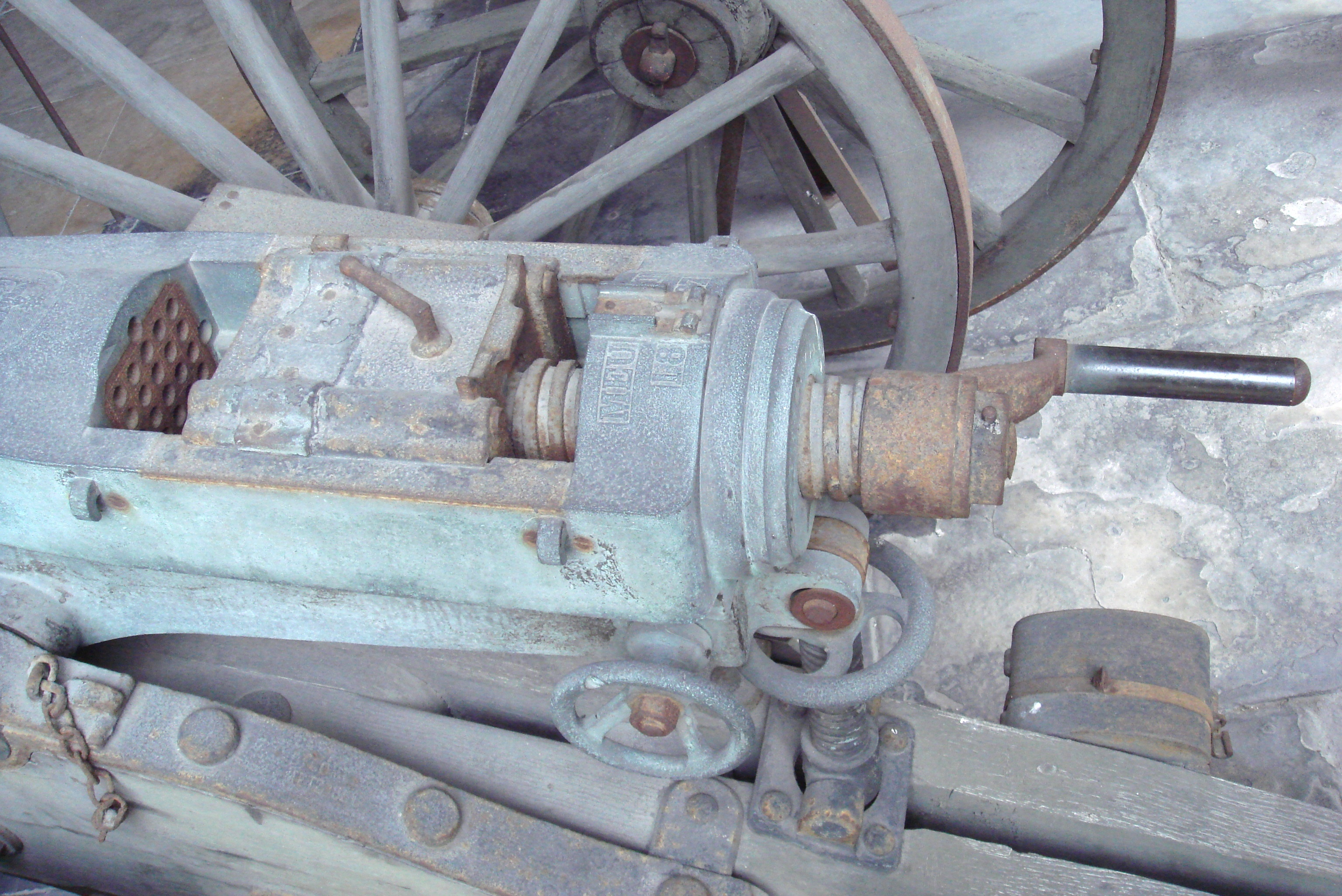
Затвор митральезы Реффи. Обойма с патронами снята, открывая хорошо видимые патронники блока стволов. Управление движением затвора производится при помощи винта с массивной рукоятью, расположенной в задней части оружия. Сверху расположен спусковой рычаг.

Отличительной особенностью митральезы является наличие нескольких неподвижных стволов, закреплённых вместе на общем основании (лафете). Стрельба из неё велась либо залпами — одновременно из всех стволов, либо, на поздних моделях, поочерёдно с некоторой задержкой. В остальном конструкция могла варьироваться в зависимости от конкретного образца. Ниже приведены данные об устройстве наиболее «классических» французских митральез систем Монтиньи и Реффи.
После каждого залпа митральеза перезаряжалась вручную сменной обоймой в виде стальной плиты, удерживающей патроны за их закраины (были варианты с 25, 30, 37 и другим количеством патронов в каждой обойме).
Для перезарядки на ранних моделях использовалась большая рукоятка с винтом в задней части оружия. С её помощью общий для всех стволов затвор отводился назад до упора и в специальные пазы на нём вставлялась плита-обойма с патронами, одновременно происходило взведение расположенных в нём спусковых механизмов всех стволов. Вращением рукояти в противоположном направлении затвор приводили в крайне переднее положение, в ходе чего патроны досылались в патронники блока стволов, а обойма плотно прижималась к казённому срезу блока для предотвращения прорыва пороховых газов. Теперь оружие было готово к ведению огня.
После выстрела затвор снова отводили назад, при этом происходила единовременная экстракция всех стреляных гильз из патронников; гильзы удалялись вместе с обоймой, после чего её заменяя новой и повторяли описанные выше действия для следующего выстрела.
Ранние модели стреляли залпом сразу изо всех стволов, для чего использовался специальный спусковой рычажок. Однако быстро выяснилось, что при такой залповой стрельбе из-за минимального рассеивания пули ложатся слишком кучно, что приводило к нерациональному расходу боеприпасов (даже на большой дистанции отдельный человек нередко поражался сразу несколькими пулями, а на малой — даже и несколькими десятками). Поэтому был разработан спусковой механизм, приводимый в действие вторым, расположенным сбоку, воротком, и позволявший стрелять отдельными короткими залпами, при каждом из которых выстреливал один ряд патронов в обойме начиная с верхнего.
Кроме того, на поздних моделях вместо винта с рукояткой для открывания и закрывания затвора был введён специальный рычаг, который запирал затвор по принципу кривошипного механизма, — что сразу позволило поднять скорострельность, так как операции с рычагом отнимали существенно меньше времени, чем уходило на откручивание и закручивание винта.
Скорострельность очень сильно зависела от выучки расчёта и при слаженных его действия составляла до 4-5 обойм в минуту для системы с винтом и до 8-9 для системы с рычагом, — то есть, в итоге порядка 100…300 выстрелов в минуту. Естественно, здесь речь идёт об общей скорострельности оружия; темп стрельбы непосредственно при отстреле каждой обоймы был намного выше, основное же время уходило на перезарядку.
Расчёт митральезы состоял из 6 человек, из них непосредственно стрельбу производили двое, остальные были необходимы для подноса патронов, перезаряжания и т. п.
В дальнейшем многие конструкторы создавали свои варианты митральез; например, в Англии были приняты митральезы системы Гарднера с 2 и 5 стволами винтовочного калибра, которые имели боепитание от расположенного сверху многорядного гравитационного магазина и привод от воротка, а также 2-, 4- и 5-ствольные системы Норденфельта с таким же магазином, но приводом от рычага-качалки. Ни одна из них не получила действительно широкого распространения.
Иногда к этой же категории оружия относят и оружие, созданное Гатлингом в Америке — также имевшее механический привод, но при вращающемся блоке стволов. Однако «митральезой» оно никогда не называлось (правда, в России и митральезы, и «гатлинги» называли общим термином — «картечница»).

## История

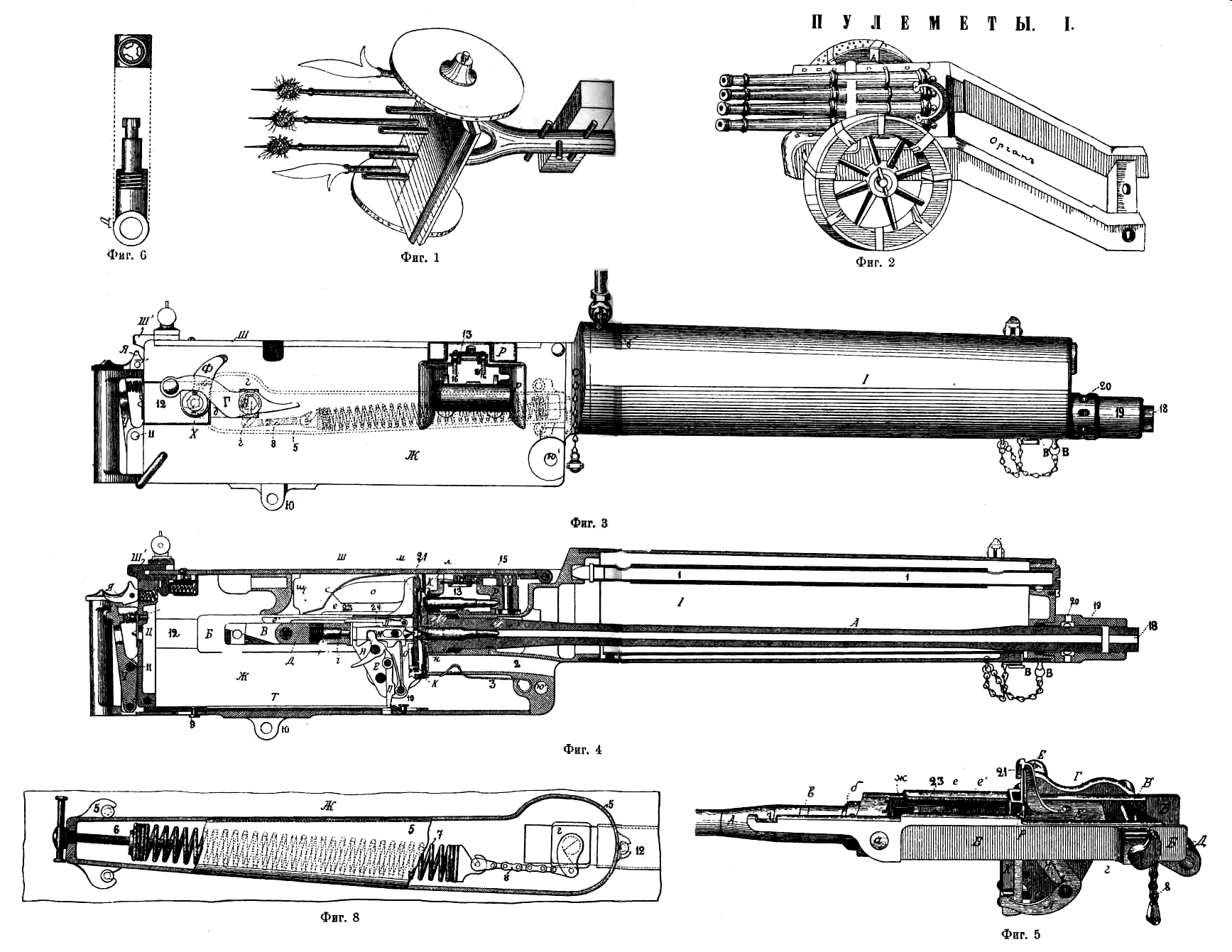
Первые малокалиберные многоствольные орудия, приспособленные для ускоренной стрельбы, называвшиеся рибадекинами (фиг. 1), появились во второй половине XIV века

Первые многоствольные орудия, приспособленные для ускоренной стрельбы, называемые рибадекинами, встречаются уже в XIV веке. Рибадекин (фиг. 1) состоял из нескольких орудий малого калибра, укреплённых на оси с двумя колёсами. К тележке его иногда прикреплялся щит с алебардами и копьями, на концах которых укреплялись зажигательные составы.
В XVI веке появляются органы, в России называвшиеся «сороками». Идея их устройства была принципиально той же (фиг. 2). Несколько стволов малого калибра помещались на лафете в один ряд. Затравки всех стволов соединялись жёлобом, так что выстрелы производились залпами. Они служили для защиты дефиле. Действие их было слабое и стрельба велась с большими перерывами из-за трудности заряжания.
В XVII веке, когда появились лёгкие пушки, стреляющие картечью, когда были введены мушкеты и ускорено заряжание их, то есть в эпоху развития картечного и ружейного огня, органы вышли из употребления, так как действие пушечной картечи было сильнее, а лёгкость их в сравнении с пушками не имела значения благодаря введению лёгких пушек.
В середине XIX века с развитием ружейной техники (введение нарезного ружья, заряжающегося с казны, унитарного патрона, капсюля — всё это способствовало увеличению скорости огня) вновь появляются машины, приспособленные для быстрой и автоматической стрельбы — картечницы, митральезы. Во время североамериканской войны (1860—1864 годов) употреблялась картечница, состоящая из 20 стволов, причём она имела приспособления для рассеивания выстрелов в горизонтальной плоскости. Скорость её огня — 175 выстрелов в 1 мин. В кампанию 1870—1871 годов французы имели картечницу Монтиньи, изменённую Реффи. Скорость стрельбы — 150 выстрелов в 1 мин.
В 1867—1872 годах в России вводится картечница системы Гатлинга (американская), изменённая Горловым . Эта картечница называлась скорострельной пушкой, имеет 10 ружейных стволов 4,2 лн. калибра, укреплённых неподвижно на валу. На том же валу укреплены неподвижно приёмник (цилиндр, на наружной поверхности которого 10 желобов для помещения патронов, падающих из патронных пачек и стрелянных гильз, выталкиваемых из ствола выбрасывателем) и замочный цилиндр с 10 замками внутри него. Оси стволов, соответствующих желобов приёмника и замков составляют одну линию. Все действия, необходимые для производства выстрела, происходят при вращении рукоятки, от которой двумя коническими зубчатыми колёсами это движение передаётся валу и всем частям, неподвижно укреплённым на нём. В каждый момент стреляет только один ствол, подходящий в одно определённое положение. Особые выступы замков, вращающихся вместе с замочным цилиндром, ходят по винтовым пазам взводного спирального поддона, неподвижно укреплённого в раме. Вследствие этого при вращении вала каждый замок последовательно отходит назад, экстрактор замка выбрасывает гильзу, попадающую в жёлоб приёмника, новый патрон падает в жёлоб приёмника, замок досылает патрон из приёмника в ствол, взводится и производит выстрел. Картечница даёт до 400 выстрелов в 1 мин. Предельная дальность её — 700 саженей. Возится она на колёсном лафете (системы Фишера), запряжённом 4 лошадьми.
При каждой артиллерийской бригаде в 1872 году было сформировано по одной 8-орудийной батарее, вооружённой такими пушками. Скоро, однако, картечницы выходят из употребления благодаря сложности их конструкции, затруднительности пристрелки вследствие трудности корректирования стрельбы (падение пуль значительно менее заметно, нежели снарядов), а главное вследствие неправильного употребления их наряду с пушками. С пехотой и кавалерией они не могли действовать, так как были слишком тяжелы для этого. Поэтому наши скорострельные батареи были расформированы перед русско-турецкой войной, а картечницы были переданы в крепости, где они могут значительно усилить оборону рвов. После кампании 1870—1871 годов была значительно усовершенствована шрапнель, благодаря чему пушка могла дать около 600 пуль и осколков в 1 минуту (считая 2 выстрела в 1 мин.).

## Образ в искусстве
- В фильме Сесила Б. Демилля «Северо-западная конная полиция» (США, 1940) демонстрируется применение митральезы Гатлинга участниками Северо-западного восстания канадских метисов и индейцев 1885 года (в действительности она использовалась британскими войсками).
- В фильме Берта Кеннеди «Военный фургон» (США, 1967) фигурирует бронированный фургон на конной тяге для перевозки золота, с башней, на которой установлена митральеза системы Гатлинга — своеобразный прообраз броневика или танка.
- В фильме Роберта Гордона «Пулемёт Гатлинга» (США, 1973) показано использование митральезы американскими войсками против индейцев апачей.
- В фильме Клинта Иствуда «Джоси Уэйлс — человек вне закона» (США, 1976) главный герой использует картечницу Гатлинга против карателей, преследующих сдавшихся по окончании Гражданской войны солдат-южан.
- В фантастическом фильме «Дикий, дикий Запад» (США, 1999) картечница установлена на паровом танке и «шагающем пауке».
- В фильме Эдварда Цвика «Последний самурай» (США, 2003) демонстрируется применение картечниц Гатлинга японскими правительственными войсками против самураев Кацумото, прототипом которого послужил лидер Сацумского восстания 1877 года Сайго Такамори.